# Julian McMahon
Julian Dana William McMahon (ur. 27 lipca 1968 w Sydney, zm. 2 lipca 2025 w Clearwater) – australijski aktor telewizyjny, producent filmowy i model.

## Życiorys

### Wczesne lata
Urodził się w Sydney w Nowej Południowej Walii w Australii jako syn lady Sonii McMahon (z domu Sonia Rachel Hopkins), ikony towarzyskiej i mody, oraz sir Williama McMahona, wybitnego australijskiego polityka, dyplomaty i premiera Australii (1971–1972). Miał dwie siostry: starszą Melindę i młodszą Deborah. Uczęszczał do prywatnej szkoły dla chłopców Sydney Grammar School, do której uczęszczał też jego ojciec. Przez krótki czas studiował prawo na University of Sydney i ekonomię na Uniwersytecie w Wollongong.

### Kariera
W wieku dwudziestu lat porzucił studia i rozpoczął karierę modela. Stał się znany jako model w różnych stolicach mody, takich jak Mediolan, Londyn, Nowy Jork, Rzym i Paryż. Wziął udział w reklamie Levi Strauss. Z wybiegu trafił na mały ekran i występował w dwóch australijskich operach mydlanych, emitowanych w telewizji Seven Network – w roli Kane’a Edmondsa w Potędze, pasji (The Power, the Passion, 1989) i jako żołnierz Ben Lucini w Zatoce serc (Home and Away, 1989–1991). Pojawił się w teledyskach Dannii Minogue pt. „This is It” (1993) i „This Is the Way” (1993).
Jego pierwszą rolą w amerykańskiej telewizji była opera mydlana Inny świat (Another World, 1992–1994). Zdobył sympatię telewidzów rolą chirurga plastycznego Christiana Troya, napędzanego chciwością i uzależnionego od seksu, w serialu Bez skazy (Nip/Tuck, 2003–2010). Za tę postać był nominowany do nagród: Złotego Globu dla najlepszego aktora w serialu dramatycznym (2005), Złotej Satelity (2004) oraz dwukrotnie do nagrody Saturna w kategorii najlepszy aktor telewizyjny (2005, 2006).
Grywał przystojnych złych chłopców w różnych serialach, przebojowych dramatach i odnoszących sukcesy filmach fabularnych. W seryjnym dramacie kryminalnym NBC Portret zabójcy (Profiler, 1996–2000) wystąpił jako agent John Grant. W serialu Czarodziejki (Charmed, 2000–2003) został obsadzony w roli Cole’a Turnera.
W 2005 był jednym z najseksowniejszych mężczyzn w telewizji wybranym przez magazyn „TV Guide”.
W 2010 wystąpił na scenie jako doktor Frank-N-Furter w sztuce Richarda O’Briena The Rocky Horror Picture Show.

## Życie prywatne
2 stycznia 1994 ożenił się z australijską piosenkarką Dannii Minogue, siostrą Kylie Minogue. 12 sierpnia 1995 doszło do rozwodu. 22 grudnia 1999 poślubił aktorkę Brooke Burns, z którą ma córkę Madison Elizabeth (ur. 9 czerwca 2000). 7 stycznia 2002 rozwiódł się. 30 czerwca 2014 ożenił się z modelką Kelly Paniaguą.
Zmarł 2 lipca 2025 w wieku 56 lat na chorobę nowotworową.

## Filmografia

### Filmy
- 1992: Amerykański ratownik (Wet and Wild Summer!) jako Mick Dooley
- 1997: Magenta jako dr Michael Walsh
- 1998: W spokojną noc (In Quiet Night) jako szeryf Hayes
- 2000: Czekając na sen (Chasing Sleep) jako George
- 2001: Inny dzień (Another Day) jako David
- 2003: Australian Classics: Volume 2 (dokumentalny) jako on sam
- 2005: Fantastyczna Czwórka (Fantastic Four) jako Victor Von Doom/Doktor Doom
- 2007: Przeczucie (Premonition) jako Jim
- 2007: Więzień (Prisoner) jako Derek Plato
- 2007: Fantastyczna Czwórka: Narodziny Srebrnego Surfera (Fantastic Four: Rise of the Silver Surfer) jako Victor Von Doom/Doktor Doom
- 2008: Napotkany market (Meet Market) jako Hutch
- 2010: Red jako Wiceprezydent Stanton
- 2011: Twarze w tłumie (Faces In The Crowd) jako Sam Kerrest
- 2012: W szczękach rekina 3D  (Bait) jako Doyle
- 2012: Ogień Zwalczaj Ogniem (Fire with Fire) jako Robert
- 2018: Swinging Safari jako Rick Jones
- 2018: Monster Party jako Patrick Dawson

### Seriale TV
- 1989: Potęga, pasja (The Power, the Passion, serial TV) jako Kane Edmonds
- 1989–1991: Zatoka serc (Home and Away) jako Ben Lucini
- 1992: G.P. jako Const. Colin 'Clutch' Carmody
- 1992–1994: Inny świat (Another World) jako Ian Rain
- 1996–2000: Portret zabójcy (Profiler) jako detektyw John Grant
- 1998: Para nie do pary (Will & Grace) jako chłopak
- 2000–2003, 2005: Czarodziejki (Charmed) jako Cole Turner
- 2003-2010: Bez skazy (Nip/Tuck) jako Christian Troy
- 2008: Robot Chicken jako dr Zagłada / prezenter wiadomości
- 2015: Koniec dzieciństwa jako Rupert Boyce
- 2016: Hunters jako McCarthy
- 2017–2018: Runaways jako Jonasz / Sędzia
- 2019–2020: F.B.I. jako agent specjalny Jess LaCroix
- 2020–2022: FBI: Most Wanted jako agent specjalny Jess LaCroix